# XII. Ince pápa
XII. Ince (1615. március 13., Spinazzola – 1700. szeptember 27., Róma) a 242. pápa 1691-től haláláig.

## Élete
Antonio Pignatelli néven született Spinazzola városában, a Nápolyi Királyság területén. Tanulmányait a római jezsuita iskolában végezte, húszévesen került VIII. Orbán pápa udvarába. Pápai követként járt Firenzében, Bécsben és Lengyelországban. Máltán inkvizítorként szolgált. 1681-ben XI. Ince kinevezte bíborossá és a Nápolyi főegyházmegye érsekévé. VIII. Sándor halálát követően a konklávé – öt hónapon át tartó tanácskozás után – Incét választotta meg a római katolikus egyház fejének.
Nem sokkal pápaságának kezdete után, 1692. június 22-én kiadta Romanum decet Pontificem kezdetű bulláját, mellyel a nepotizmust kívánta visszaszorítani: kimondta, hogy ezentúl minden pápa csak egy nepos bíborost nevezhet ki, akinek maximum jövedelmét 12 000 dukátban határozta meg. Intézkedései ellenére még három nepotista család alakult ki: XI. Kelemennel az Albaniké; XII. Kelemennel a Corsiniké és VI. Piusszal a Braschiké.
Incének sikerült rábírnia XIV. Lajost, hogy elhatárolódjék a gallikán egyháztól és törekvéseitől. 1699-ben a király fordult a pápához segítségért, az egyházfő eleget is tett kérésének, mely François Fénelon kvietista elveket valló könyvének indexre tétele volt.
A pápát foglalkoztatta a spanyol trónöröklés kérdése is. II. Károlynak, az utolsó Habsburgnak a spanyol trónon, nem született fia, országára pedig két rokona is bejelentette igényét: XIV. Lajos francia király és I. Lipót német-római császár. Károly az egyházfőhöz fordult tanácsért, aki azt javasolta neki, hogy a Wittelsbach-házból való József Ferdinánd bajor herceget jelölje utódjául, aki azonban váratlanul meghalt. Ince ezután a francia követeléseket támogatta, ezzel belekeveredve a Bourbonok és a Habsburgok között fellángoló összeütközésbe.
XII. Ince azonban már nem érte meg a fegyveres konfliktus kezdetét: 1700. szeptember 27-én elhunyt. II. Károly spanyol király november 1-jén, még a konklávé ülésezése idején követte. A rákövetkező évben pedig kitört a spanyol örökösödési háború.

## Művei
- Documenta Catholica Omnia (latin nyelven). Cooperatorum Veritatis Societas. (Hozzáférés: 2011. december 6.)

| Előző pápa: VIII. Sándor | Római pápa 1691 – 1700 | Következő pápa: XI. Kelemen |